# Soukhoï Su-30
Le Soukhoï Su-30 (en russe : « Сухой Су-30 », Code OTAN « Flanker-C ») est un avion de combat à réaction multirôle soviétique puis russe et qui est toujours en service à l'heure actuelle.

## Historique

### Contexte
Avec l'arrivée aux États-Unis de nouveaux missiles de croisière, l'Armée de l'air soviétique devait pouvoir disposer d'un avion de supériorité aérienne capable, entre autres, d'intercepter toute menace loin des frontières de l'Union soviétique. Un vol de plusieurs heures étant nécessaire à une interception lointaine, on décida de rajouter un membre d'équipage en tandem et une perche de ravitaillement en vol à un avion déjà existant. Les ingénieurs choisirent le Su-27UB (version biplace d'entraînement) rebaptisé Su-27PU, comme base pour le nouvel avion, et les travaux débutèrent en 1986 à l'usine Soukhoï IAPO à Irkoutsk.

### Du Su-27PU au Su-30
Les travaux portèrent sur la modernisation du cockpit, l'installation d'un récepteur GLONASS et de systèmes de navigation lointaine Oméga, LORAN et « Mars ». L'avion modifié fit son premier vol début 1987 et le 23 juin de la même année effectua un vol Moscou-Komsomolsk-sur-l'Amour–Moscou d'une distance de 13 440 km et d'une durée de 15 h 42 min, qui nécessita quatre ravitaillements en vol. Les résultats se montrant positifs, on procéda à l'amélioration des paramètres offensifs. Ce Su-27PU (désignation d'usine : T10PU-5) s'éleva dans les airs le 31 décembre 1989, à la suite des essais, l'État donna son accord pour la production en série de la machine, finalement désignée Su-30.

### Nouvelles versions
Le manque de financement conduisit l'OKB Soukhoï à développer une version à l'exportation baptisée Su-30K (K pour komercheski, c'est-à-dire commerciale) ; sa version modernisée, le Su-30MK, bénéficia d'une modernisation du radar et de l'accroissement de ses capacités d'emport de charge. La version modernisée non destinée à l'export se nomme Su-30M. Soukhoï profita de son expérience du programme Su-35, notamment en matière d'avionique, pour faire du Su-30M(K) un chasseur redoutable pour les adversaires aériens, terrestres et marins.
En Inde, le Su-30MKI est produit sous licence par Hindustan Aeronautics Limited (HAL). Le Su-30MKI est facilement reconnaissable des autres variantes, notamment par l'ajout de plans canards et de tuyères à poussée vectorielle.

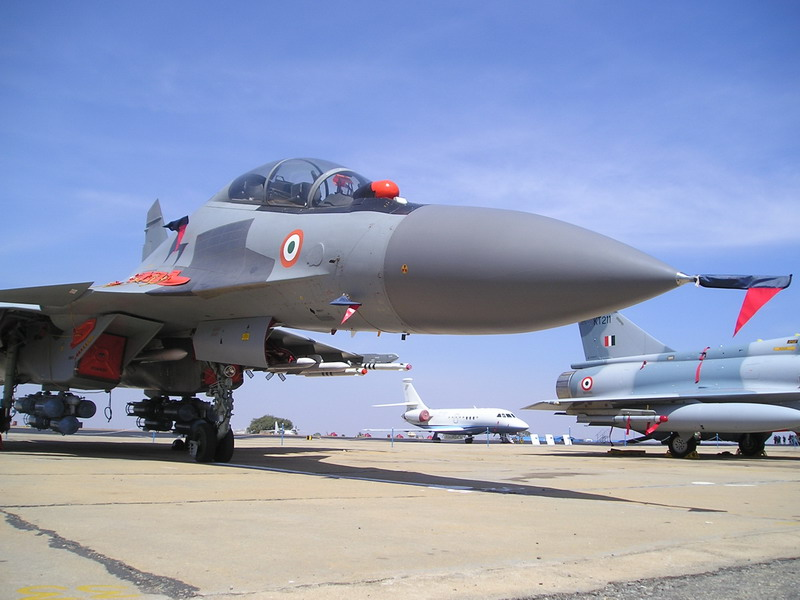
Un Soukhoï Su-30MKI indien en premier plan.

En Algérie, le Su-30MKA est un dérivé du Su-30MKI indien avec un système de navigation franco-russe au lieu d'un système israélien.

## Caractéristiques
Le Su-30 est un avion de combat multirôle. Il est doté d'un cockpit biplace, derrière lequel se trouve un aérofrein de grande dimension, assez similaire à celui équipant le chasseur américain F-15. Il se différencie du Su-27UB de base par l'adoption d'un nouveau système d'armement, comprenant un capteur optronique frontal analogue à celui du Su-27 et permettant l'acquisition de cibles à longue portée. Il possède des capacités tout-temps, un radar à balayage électronique, suivi de terrain, etc.
Le Su-30 assure des missions de supériorité aérienne, dissuasion nucléaire, frappe stratégique, interdiction, appui aérien rapproché (en anglais Close air support, abrégé en CAS), suppression de défenses antiaériennes, lutte antinavire. Il faut 32 heures de maintenance pour une heure de vol.

### Caractéristiques de vol
La configuration aérodynamique de l'appareil, combinée avec les capacités de contrôle apportées par la poussée vectorielle, résultent en une manœuvrabilité et une agilité sans précédent dans le monde des intercepteurs à réaction, ainsi que des performances au décollage et à l'atterrissage particulièrement impressionnantes. Équipé d'un système de commandes de vol électriques, le Su-30 est capable d'effectuer certaines manœuvres particulières, telles que le Cobra de Pougatchev ou traduit en anglais « tail slide ». Ces manœuvres brutales, causant un très fort ralentissement de l'appareil, ont pour but de se laisser dépasser par un potentiel poursuivant en situation de combat (bien que cela n'ait jamais pu être vérifié, et que cela placerait probablement le Su-30 en posture désavantageuse face à un pilote formé au combat aérien qui saura parfaitement comment contrer ce genre de manœuvre).

### Motorisation
La propulsion de l'avion est assurée par deux turboréacteurs AL 31FL à double flux et dotés de postcombustion. Produisant une poussée de 12 500 kgp (123 kN) avec PC, ils permettent à l'avion de tenir une vitesse de Mach 2,0 en palier, 1 350 km/h à basse altitude et un taux de montée de 230 m/s.
Avec une capacité de carburant de 5 270 kg, le Su-30MK est capable d'assurer une mission de combat de quatre heures et demie avec une distance franchissable de 3 000 km. Une perche de ravitaillement en vol permet de porter ce rayon d'action à 5 200 km, ou la durée de vol à dix heures en palier.
Il faut, pour la force aérienne indienne, huit heures pour remplacer un réacteur.

### Avionique
Le pilote automatique de l'appareil peut assurer sa fonction à tous les niveaux de vol, y compris en mode de suivi de terrain, et des engagements de combat contre des cibles aériennes, terrestres ou maritimes, que ce soit individuellement ou au sein d'un groupe. Relié au système de navigation, le pilote automatique permet de voler en suivant des points de passages précis, approcher une cible, retrouver sa base, ou même effectuer une approche finale totalement automatiquement. Les appareils livrés à la Biélorussie, le Kazakhstan et la Malaisie ont un affichage tête haute de l'industriel français Thales.

### Radar
Son radar de vol est le IRBIS-E.

## Versions

### Usine d'Irkoutsk
- Su-30 : Version de base
- Su-30K : Version d'exportation du Su-30 de base ;
- Su-30KN : Projet d'amélioration des avions de combat biplaces opérationnels, les Su-27UB, Su-30 et Su-30K. Ce projet fut annulé en Russie puis relancé sous la désignation
- Su-30MK : Version commerciale du Su-30, révélée pour la première fois en 1993. Ces versions d'exportation contiennent des équipements de navigation et communication provenant d'Hindustan Aeronautics Limited (HAL)[5] ;

- Su-30MKI : MKI signifie « Modernizirovannyi, Kommercheskiy, Indiski », ou en français : « Modernisé, Commercial, Indien ». Développé conjointement avec Hindustan Aeronautics Limited (HAL) pour la force aérienne indienne, il est équipé de la poussée vectorielle et de plans canards. Son électronique provient d'Inde mais également de multiples sources extérieures : Israël, Russie et France[6] ;

- Su-30MKA : Version destinée à l'Algérie et inspirée en grande partie par le Su-30MKI[7] ;

- Su-30MKM : Version dérivée du Su-30MKI indo-russe[8], le MKM est une version hautement spécialisée pour la Royal Malaysian Air Force. L'avion est équipé de poussée vectorielle et de plans canards, mais son avionique provient de plusieurs pays différents. Les écrans tête-haute, FLIR et la nacelle de désignation laser Damoclès proviennent du groupe français Thales, tandis que le système de détecteurs de départ de missile MAW-300 et RWR-50 et le détecteur d'alerte laser mproviennent de SAAB AVITRONICS, en Afrique du Sud[9]. Le radar à balayage électronique NIIP N011M BARS, les systèmes de guerre électronique, le système de localisation optique et la verrière sont d'origine russe[10] ;

- Su-30SM : Version spécialisée de la version à poussée vectorielle Su-30MKM, destinée à l'armée russe, produite par la société Irkut[11],[12]. La nouvelle version a été améliorée selon les demandes des militaires russes concernant le radar, les systèmes de radiocommunication, le système d'identification « ami-ennemi » IFF, les sièges éjectables, les armements et d'autres systèmes internes de l'avion[13],[14]. L'avion est équipé du radar Bars-R et de l'écran tête-haute à angle large[12],[14],[15],[16],[17]. Un contrat a été signé en mars 2012, pour la livraison de 60 appareils vers 2016[18]. Le Su-30SM a effectué son premier vol le 21 septembre 2012[19] ;
- Su-30SM2 : Initialement appelé SM1, est un projet de mise à niveau des chasseurs russes Su-30SM, équipés du radar PESA N035 Irbis et des moteurs AL-41F1S plus puissants du Su-35S, dans le but de réduire les coûts opérationnels lors de l'unification du système[20]. Les chasseurs modernisés recevront également de nouveaux types d'armes, comme les bombes aériennes KAB-250, le missile air-air à très longue portée R-37M et le missile de croisière furtif Kh-59MK2. Les premières livraisons sont prévues pour fin 2020. En mai 2024 un Su-30SM2 est aperçu pour la première fois transportant un R-37M[21]. En 2024 on compte au moins 19 Su-30SM2 en service dans l'armée de l'air Russe[22].

### Usine Komsomolsk-sur-l'Amour
- Su-30MKK : Version d'exportation pour la Chine. MKK signifie « Modernizirovannyi, Kommercheskiy, Kitaysk », ou en français : « Modernisé, Commercial, Chine ». Sa désignation OTAN est « Flanker-G » ;
- Su-30MK2V : Le Su-30MK2V est destiné au Vietnam tandis qu'un autre Su-30MK2V est destiné au Venezuela. En anglais, les désignations des deux versions sont similaires, mais en russe elles diffèrent : les chasseurs vietnamiens sont désignés Су-30МКВ (la lettre cyrillique В étant équivalente à V en anglais), tandis que les avions vénézuéliens sont Су-30МКV, la dernière lettre étant écrite en latin[23].po
- Su-30M2 : Une version du constructeur Komsomolsk-on-Amur Aircraft Production Association (KnAAPO), basée sur le Su-30MK2. La force aérienne russe a passé une commande pour cette variante en 2009 et les tests à l'usine ont été achevés en septembre 2010[24],[25],[26]. 20 avions ont été commandés : 4 en 2009 et 16 en 2012[27]. Au moins 12 avaient été produits en août 2014 : les quatre du premier contrat de 2009 et huit de celui de 2012[27] ;

### Usine non-connue
- Su-30KI : Proposition de Soukhoï d'améliorer le Su-27S monoplace de l'armée de l'air russe. Il s'agit également d'une version proposée à l'exportation pour l'Indonésie. 24 exemplaires avaient été commandés mais annulés, à la suite de la crise financière asiatique de 2007[28].

## Engagements
- En octobre 2015, 4 Su-30 russes sont déployés durant l'intervention militaire de la Russie en Syrie[29].
- Le Su-30SM a été utilisé durant l'invasion de l'Ukraine par la Russie en 2022. Le 3 mars 2022 à 10 h 56 EET (UTC+2), l'armée ukrainienne annonce avoir abattu un Su-30 russe au-dessus de la ville d'Irpin, au 8e jour du conflit armé qui oppose les deux pays[30]. Au 15 septembre 2022, 11 Su-30SM ont été détruits[31] (confirmations visuelles), dont quatre à la suite des explosions survenues sur la base aérienne russe de Saki (Crimée) le 9 août 2022[32].
- L’armée ukrainienne revendique la destruction de deux Su-30 russes le 2 mai 2025 au dessus de la Mer noire, abattus avec des missiles AIM-9 Sidewinder tirés depuis un drone naval Magura 7[33]. C'est la première fois qu'un drône naval abat un avion de chasse.

## Accidents
Le 12 juin 1999, au salon international de l'aéronautique et de l'espace de Paris-Le Bourget, un Su-30MKI s'écrase lors d'un vol d'entraînement, peu de temps avant l'ouverture des démonstrations publiques,.
L'avion sort d'une série de tonneaux serrés effectués à basse altitude sur une pente descendante et effectue sa manœuvre trop près du sol. Le pilote cabre fortement et tente d'éviter l'impact avec la pelouse, mais les tuyères de ses réacteurs touchent la piste et s'arrachent en partie. Sur sa lancée, et grâce à la puissance de ses moteurs, l'appareil parvient à se relancer et reprendre un peu d'altitude, mais il est trop tard, le mal est fait ; les tuyères déformées par l'impact et une conduite de carburant percée font cabrer exagérément l'avion et il devient hors de contrôle, en proie aux flammes. Les deux pilotes, Vyacheslav Aver'yanov et Vladimir Shendrik, ont tout juste le temps de s'éjecter, tête en bas, avant que l'appareil ne retombe au sol et se transforme en une boule de feu. Les deux membres d'équipage s'en sortent indemnes et personne n'est touchée à terre, l'appareil étant tombé en plein milieu de l'airedestinée aux démonstrations aériennes, et donc dépourvue de spectateurs.
Le crash est attribué à une erreur de pilotage. Les deux pilotes ont affirmé avoir été gênés par le soleil, l'éblouissement leur ayant fait avoir une appréciation erronée de l'altitude à laquelle évoluait l'avion.
Le 3 mai 2018, un Su-30SM s'écrase en Syrie près de Lattaquié. Les deux occupants sont morts. Officiellement le crash serait dû à un oiseau, entré dans un réacteur lors du décollage.
Huit Su-30MKI ont été perdus par la force aérienne indienne, le dernier le 8 août 2019.
Dans la nuit du 27 au 28 janvier 2020, lors d'un vol d'entraînement, deux pilotes perdent la vie après le crash de l'appareil dans la wilaya d'Oum El Bouaghi en Algérie.
Le 22 septembre 2020, un Su-30 de la force aérienne russe s’écrase sur une zone boisée, près du village de Dornikovo, dans l'oblast de Tver, peut-être victime d'un tir ami. L'équipage a survécu.
Le 23 octobre 2022, un Su-30 russe s'écrase sur une maison à Irkoutsk lors d'un vol d'entraînement. Les deux  sont tués dans l'accident.
| Date       | Numéro d'identification    | Lieu du crash                                                      | Victimes | Description |
| ---------- | -------------------------- | ------------------------------------------------------------------ | -------- | --- |
| 06/12/1999 | Russie « 01 bleu »         | France, Le Bourget                                                 | 0/2      | Su-30MKI (« 01 bleu ») s'est écrasé lors d'un vol de démonstration au salon du Bourget. Lors d'une acrobatie aérienne, l'avion a perdu de l'altitude, a touché le sol avec sa queue, a pris feu, mais a poursuivi son vol contrôlé, permettant à l'équipage - le pilote Vyacheslav Averyanov et le navigateur Vladimir Shendrik - de s'éjecter avec succès. Après l'activation des sièges éjectables, l'avion a basculé sur le côté, est entré en collision avec le sol et a brûlé,. |
| 16/03/2004 | Chine                      | Chine, Feydun                                                      | 0/2      | Le 16 mars 2004, un Su-30MK2 de la p chinoise n°79810385102 piloté par Wei Wenhui et le navigateur Zhang Jian s'est écrasé sur la base aérienne de Feidong. Ce jour de vol, les pilotes ont effectué le 1er vol de l'avion. Lors d'une approche simulée en configuration de décollage et d'atterrissage à une altitude de 80-100 m et à une distance d'environ 1 kilomètre de l'extrémité nord de la piste, lorsque l'équipage a mis l'avion en montée (conformément aux notes explicatives des pilotes, annexes 11 et 12 du présent acte), le ultra low profile (ULP) du système intégré généralisé de commande et d'alerte (Screen) de bord a affiché un "Reset RPM to the left" (réinitialisation du régime à gauche). Au même moment, le système "Tester" a enregistré une pression d'huile inférieure à la normale. À ce moment-là, la vitesse de l'avion est de 323 km/h et l'angle de tangage est de 4,9 degrés. Le premier pilote du cockpit met la commande des gaz du moteur gauche en position "throttle down". Le signal "Reset left rpm" en anglais (réinitialisation du régime gauche) s'efface. Le pilote met alors la commande des gaz du moteur droit sur la position "Maximum" et place le robinet du train d'atterrissage et le commutateur de position des volets sur la position "rétracté". À ce moment, la vitesse de l'avion est passée de 323 à 268 km/h, l'angle de tangage étant de 18,1 degrés. Par la suite, l'angle de tangage a été compris entre 18,1 et 13,5 degrés. Au début de la perte d'altitude (t*=1540-1543 s avec une vitesse verticale moyenne Vy= - 1,25 m/s) et compte tenu de la présence d'une chaîne de montagnes d'une altitude moyenne de 300 m à 4,8 km devant l'avion, le pilote a pris le contrôle de l'angle de tangage pour maintenir l'altitude, l'angle de tangage a augmenté jusqu'à 23 degrés. Après 49 secondes du signal "Reset LEFT RPM", la vitesse est tombée à 209 km/h. Le virage et le glissement à ce moment-là ont été contrecarrés par l'amortisseur de trajectoire et les actions du pilote. A 57 secondes après l'apparition du signal "Reset Idle Left" sur le système SCREEN à 214 km/h, le moteur droit est en mode "Afterburner" et le pilote n'est pas en mesure d'arrêter le virage et le roulis en déplaçant la commande vers la droite et en appuyant sur la pédale de droite. Le pilote s'est éjecté 63 secondes après l'affichage du signal "Reset left rpm" sur le Shield UST,. |
| 08/09/2008 | Malaisie                   | Malaisie, base aérienne de Gong Kedak, Kelantan                    | 0/2      | Le 8 septembre 2008, un siège éjectable sur un Su-30MKM est activé et éjecté en raison d'une erreur humaine lors de la maintenance. |
| 30/04/2009 | Inde                       | Inde, 70 km au sud-est de Jaisalmer                                | 1/2      | S'est écrasé pendant la mission d'entraînement, le pilote et le navigateur se sont éjectés, mais le navigateur se tue,. |
| 30/11/2009 | Inde                       | Inde, Jetha ki Dhani, près des champs de tir de Pokhran, Rajasthan | 0/2      | Su-30MKI du 24 Sqn de l'IAF s'écrase lors d'un vol d'entraînement,. |
| 15/04/2010 | Chine 81x4x                | Chine, province du Zhejiang                                        | 2/2      | Su-30MK2 de la 4e Division Aérienne, 10e Régiment, s'écrase lors d'un vol d'entraînement. |
| 21/11/2011 | Ouganda AF 015             | Ouganda, aéroport d'Entebbe                                        | 0/2      | Un Su-30MK2 a effectué un atterrissage avec train rentré à l'aéroport d'Entebbe. Les premiers rapports indiquaient que l'avion était exploité par les forces aériennes ougandaises, mais cette information a été démentie par la suite par les autorités. Cependant, des témoins oculaires ont décrit l'avion comme l'un des nouveaux jets Su-30 pilotés par l'armée de l'Air ougandaise. Les images sont apparues en août 2016. |
| 13/12/2011 | Inde                       | Inde, près du village de Wade-Bholai, état de Maharashtra          | 0/2      | Un Su-30MKI du 2 wing de l'armée de l'Air indienne, s'est écrasé près du village de Wade-Bholai, dans l'état du Maharashtra à environ 20 km à l'est de Pune-Lohegaon,. |
| 28/02/2012 | Vietnam                    | Russie, à 130 km de l'usine de Komsomolsk-sur-l'Amour              | 0/2      | Un Su-30MK2V qui était encore la propriété de KnAAPO (Komsomolsk-on-Amur Aircraft Plant) qui était destiné à l'armée de l'Air vietnamienne, s'est écrasé à 130 km de l'usine de Komsomolsk-sur-l'Amour, à 10 h 20 heure de Moscou[réf. nécessaire]. |
| 19/02/2013 | Inde                       | Inde, Pokhran, district de Jaisalmer, Rajasthan                    | 0/2      | Un Su-30MKI de l'Armée de l'Air Indienne s'est écrasé lors d'une mission d'entraînement de nuit,. |
| 14/10/2014 | Inde SB050                 | Inde, Theoor, près de Poona                                        | 0/2      | Un Su-30MKI de l'Armée de l'Air indienne s'est écrasé lors d'un vol d'entraînement, lors de sa phase d'atterrissage. Une panne moteur par manque de carburant est privilégié,. |
| 19/05/2015 | Inde SB137                 | Inde, 36 km au sud de Tezpur, Assam                                | 0/2      | Un Su-30MKI de l'Armée de l'Air indienne s'est écrasé à cause d'un dysfonctionnement technique,. |
| 17/09/2015 | Venezuela AMB-0460         | Venezuela                                                          | 2/2      | Au cours d'une patrouille, deux Sukhoi Su-30MK2V, le AMB-0460 et le AMB-9959 ont été observés au sud de la ville de Mantecal dans l'état d'Apure. Un avion serait entré dans l'espace aérien, l'AMB-0460 aurait tiré des flares pour intimider, mais aurait perdu de l'altitude qui a surpris les pilotes qui n'ont pas eu le temps de réagir et de s'éjecter de l'avion, le laissant tomber au sol et sont morts sur l'impact. L'accident s'est produit à 21h07 HLV, aux coordonnées suivantes : 7° 09′ 15″ N, 69° 07′ 04″ O, l'autre avion aurait signalé l'incident et dans la matinée est entrée dans la zone hélicoptères militaires pour C-SAR , avion illégal a atterri et décollé dans la zone, ses allées et venues sont inconnues et le personnel de soutien sur le terrain de l'opération illégale,. |
| 14/06/2016 | Vietnam 8585               | Vietnam, 20° 46′ 30″ N, 107° 11′ 03″ E                             | 1/2      | Le Su-30MK2V 8585 a disparu lors d'une séance d'entraînement au large de la province de Nghệ An vers 8 heures du matin. L'avion aurait perdu contact lors de manœuvres à 7h47 autour de l'île de Đảo Mắt, à environ 40 km de la ville de Vinh. Le Su-30 a décollé de l'aéroport de Thọ Xuân dans la matinée. |
| 15/03/2017 | Inde                       | Inde, Shivkar district de Barmer, Rajasthan                        | 0/2      | Un Su-30MKI s'écrase à cause d'un dysfonctionnement,. |
| 23/05/2017 | Inde                       | Inde, 60 km de Tejpur, province d'Assam                            | 2/2      | Le 23 mai un Su-30MKI a disparu lors d'un vol d'entraînement, dans le nord-est de l'Inde, l'avion s'est écrasé dans une forêt à 60 km de la base aérienne de Tezpur. L'avion a décollé vers 10h30 et avait perdu contact environ 40 minutes plus tard. |
| 03/05/2018 | Russie RF-9586 "26 Rouge"  | Syrie, Lattaquié                                                   | 2/2      | Le Su-30SM RF-9586, l'avion aurait subi un bird strike (collision aviaire) lors du décollage vers 09h45 heure de Moscou,. |
| 27/06/2018 | Inde                       | Inde, près de Nashik, Maharasht                                    | 0/2      | Un Su-30MKI s'est écrasé vers 11h05 dans le village de Wavi-Tushi,. |
| 10/10/2018 | Russie RF-81735 "74 Rouge" | Russie, aéroport de Koursk Vostochny                               | 0/2      | Le Su-30SM RF-81735 du 105-й смешанной авиационной дивизии (105e division d'aviation mixte) devait décoller le matin du 10 octobre, mais s'est écrasé. Le moteur droit a été démarré normalement. Cependant, lors du démarrage du moteur gauche, le système hydraulique a atteint sa pression de fonctionnement, les verrous hydrauliques des trains se sont ouverts et le support du train d'atterrissage avant s'est rétracté. Le nez de l'avion a alors heurté le béton. |
| 08/08/2019 | Inde                       | Inde, près de Tezpur, Assam                                        | 0/2      | Un Su-30MKI s'écrase près de Tezpur, lors d'un vol d'entrainement de nuit,. |
| 16/10/2019 | Venezuela 0457             | Venezuela, Guarico                                                 | 2/2      | Le Su-30MK2V 0457 du Grupo Aéreo de Caza Nº 11 « Diablo » a percuté le sol lors de la montée initiale après le décollage de la base aérienne Captain Manuel Ríos à 16h14. L'équipage Virgilio Raúl Márquez Morillo et Nesmar José Salazar Núñez sont morts dans le crash. |
| 27/01/2020 | Algérie                    | Algérie, 6 km de Aïn Zitoun                                        | 2/2      | Un Su-30MKI(A) s'est écrasé vers 22 heures, lors d'un vol d'entraînement de nuit, le pilote et le navigateur sont morts dans le crash. |
| 22/09/2020 | Russie RF-95869 "60 Rouge" | Russie, près de Dornikovo, région de Tver                          | 0/2      | Le Su-30SM RF-95869 se serait écrasé lors d'un vol d'entraînement, une autre source rapporte que l'avion aurait pu être abattu par accident par un Su-35,. |
| 16/04/2021 | Kazakhstan                 | Kazakhstan, aéroport de Balkhash, région de Karaganda              | 0/2      | Un Su-30SM s'est écrasé à 20h45, l'avion faisait un vol d'entraînement à l'approche de piste à l'aéroport de Balkhash. |
| 21/05/2021 | Russie "37 Bleu"           | Ukraine, base aérienne de Novofedorivka                            | 0/2      | À 18h49 l'équipage du Su-30SM "37 Bleu" a pris place dans le cockpit et que le système d'éjection s'est actionné. |
| 25/02/2022 | Russie "02 Rouge"          | Russie, base aérienne de Millerovo, Oblast Rostov                  | 2/2      | Un Su-30 est détruit à la base aérienne de Millerovo par un missile balistique 9K79-1 Tochka-U ukrainien. Deux pilotes sont tués, un pilote de Su-30, Rabazan Radjabov, et un pilote de Ka-52, Vitaliy Voitsekhovsky,. |
| 05/03/2022 | Russie RF-33787 "45 Bleu"  | Ukraine, près de Mykolaïv, Oblast de Mykolaïv                      | 0/2      | Le Su-30SM RF-33787 du 43. OMShAP est abattu par la défense antiaérienne ukrainienne. |
| 13/03/2022 | Russie RF-81771 "60 Rouge" | Ukraine, près d'Izyum, Raïon d'Izyum, Oblast de Kharkiv            | 0/2      | Le Su-30SM RF-81771 du 14e régiment d'aviation de chasse de la Garde est abattu par la défense antiaérienne ukrainienne. |
| 15/03/2022 | Russie RF-81773 "62 Rouge" | Ukraine, Raïon d'Izioum, Oblast de Kharkiv                         | 2/2      | Le Su-30SM RF-81773 du 14e régiment d'aviation de chasse de la Garde est abattu par la défense antiaérienne ukrainienne. |
| 12/08/2023 | Russie Inconnu             | Russie, Région de Kaliningrad                                      | 2/2      | Selon le ministère russe de la Défense, un dysfonctionnement technique aurait provoqué le crash lors d'un vol d'entraînement. L'équipage meurt dans l'accident. |
| 19/03/2025 | Algérie                    | Algérie, Wilaya d'Adrar                                            | 1/2      | un Soukhoï Su-30MKA des Forces aériennes algériennes s'écrase à l'est de Tamekten quelques secondes après son décollage de la base aérienne de Reggane. Un pilote est mort, un second s'est éjecté sain et sauf. |
| 02/05/2025 | Russie Inconnu             | Russie, Près de Novorossiïsk, région de Krasnodar                  | 0/2      | Un Su-30SM russe est abattu avec un missile antiaérien R-73 tiré d’un drone naval ukrainien. L'équipage s'est éjecté et a été récupéré en mer. |

## Pays utilisateurs
Le nombre situé à côté de chaque pays représente le nombre d'avions en service en 2024 et le nombre entre parenthèses représente le nombre d'avions commandés.
- Algérie - 71 
  - armée de l'Air algérienne - 44 Su-30 MKA reçus entre 2007 et 2011 et une option pour 14 appareils, levée officiellement en 2015[97] et dont la livraison a débuté en janvier 2017 par l'arrivée de 8 exemplaires, complétée en janvier 2018 par 6 autres appareils, soit un total de 58 Su-30MKA (1 accident). 16 Su-30MKA supplémentaires, commandés en 2019 soit un total de 72 Su-30MKA pour l'Algérie[98],[99];
- Angola - 12 (13)
  - Force aérienne nationale angolaise : 10 Su-30K commandés en octobre 2013, initialement indiens[100], repris en 2017 par Soukhoï en échange de 18 chasseurs Su-30MKI à part entière.  L’Angola a reçu les deux premiers avions en septembre 2017 quatre en 2018 et le reste en avril 2019. Les Su-30K angolais ont également été mis à niveau au standard « SM ». ;
- Arménie - 4 (4)
  - Force aérienne arménienne - 4 Su-30 SM commandés début 2019[101] ; le ministère de la Défense prévoit d'en acquérir 8 autres exemplaires dès réception de la première commande.
- Biélorussie - 4 (12)
  - Force aérienne et de défense aérienne de la République de Biélorussie - 18 Su-30K ont été achetés à l'Inde en septembre 2012[102]. Après un service rapide au sein de l'armée biélorusse, les avions sont retournés à la Russie afin d'être vendus à l'Angola. Contrat en juin 2017 pour 12 Su-30SM livrables entre 2018 à 2020 pour un montant équivalent à 600 millions de dollars américains[103]. Les deux premiers sont finalement livrés le 13 novembre 2019 suivi d'une autre livraison en 2021[4]. À la suite de l'invasion de l'Ukraine en 2022 les livraisons prennent du retard mais redémarrent en 2025 avec le livraison d'un nombre inconnu de Su-30SM2[104].
- Birmanie - 2 (2)
  - Force aérienne du Myanmar - On fait état en janvier 2018 de la commande de 6 Su-30, peut-être de la version Su-30SME[105].
- Chine - 97 (100)
  - Force aérienne chinoise - 73 Su-30MKK[106] et 24 Su-30MK2 ;
- Éthiopie (2)
  - Force aérienne éthiopienne - Le 16 janvier 2024, l’Éthiopie a reçu deux nouveaux chasseurs Sukhoi Su-30K « Flanker » numéro (2401 et 2402)[107],[108]. Ces avions sont des anciens avions indiens qui ont été dans un premier temps vendus à l'Angola puis rendus à Sukhoi[109]. Ces avions ont une avionique française ;
- Inde - 262 (262)
  - Force aérienne indienne - 262 Su-30K/MKI (pour « Modernizirovanniy Kommercheskiy Indiskiy ») réceptionnés (avril 2020) depuis 1996. Total prévu de 330 appareils initialement mais revu à la baisse en 2018 pour rester sur un total de 272 appareils[110],[111]. 50 Su-30MKI avec empennages canards et poussée vectorielle ont été achetés en Russie, les autres sont fabriqués sous licence. En 2020 l'Inde annonce la commande du 12 Su-30MKI supplémentaires pour compenser les pertes ;
- Indonésie - 11 (11)
  - Armée de l'air indonésienne - 11 Su-30MK2 ;
- Kazakhstan - 23 (24)
  - 604e base aérienne des forces de défense aérienne (SVO) du Kazakhstan. Décembre 2018 : livraison de 4 Su-30SM[112] (numéros rouges "09,", 10, "11" et "12", numéros de série de 10MK5 1603 à 10MK5 1606)
- Malaisie - 18 (18)
  - Armée de l'air royale de Malaisie - 18 Su-30MKM
- Ouganda - 6 (6)
  - Escadre aérienne de la force de défense populaire de l'Ouganda - 5 Su-30MK2 ont été livrés au mois de décembre 2016.
- Russie (125 début 2024[113].)
  - Force aérienne russe - En décembre 2023, l'aviation russe possédait 19 Su-30M2 et 80 Su30SM dont 8 utilisés par l'équipe acrobatique Russian Knights.
  - Aviation navale russe - 18 Su-30SM livrés en décembre 2016, 8 Su-30SM2.
- Venezuela - 21 (23)
  - Aviation nationale du Venezuela - 23 Su-30Mk2 ;
- Vietnam - 35 (36)
  - Force aérienne populaire vietnamienne - 36 Su-30MK2V, les derniers 12 Su-30 MK2 supplémentaires ont été commandés pour 450 millions de dollars en août 2013. La livraison a lieu entre 2014[114] et février 2016.

## Galerie de photographies

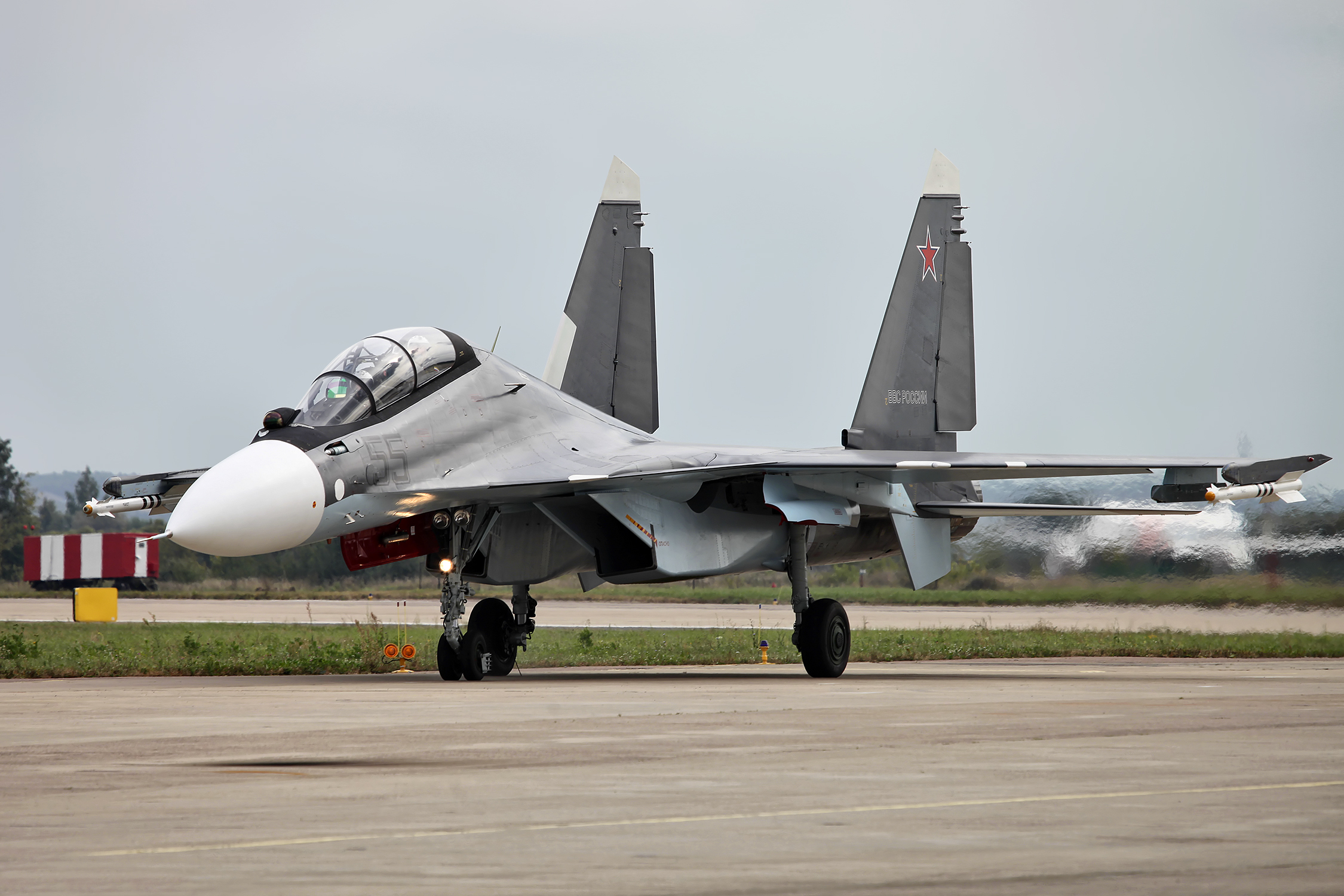
Su-30SM de la force aérienne russe, visible au salon MAKS 2013.
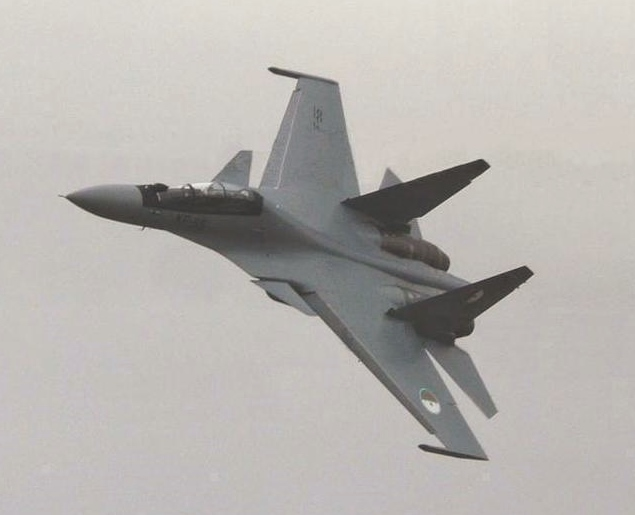
Su-30MKA de l’armée de l’air algérienne en vol.
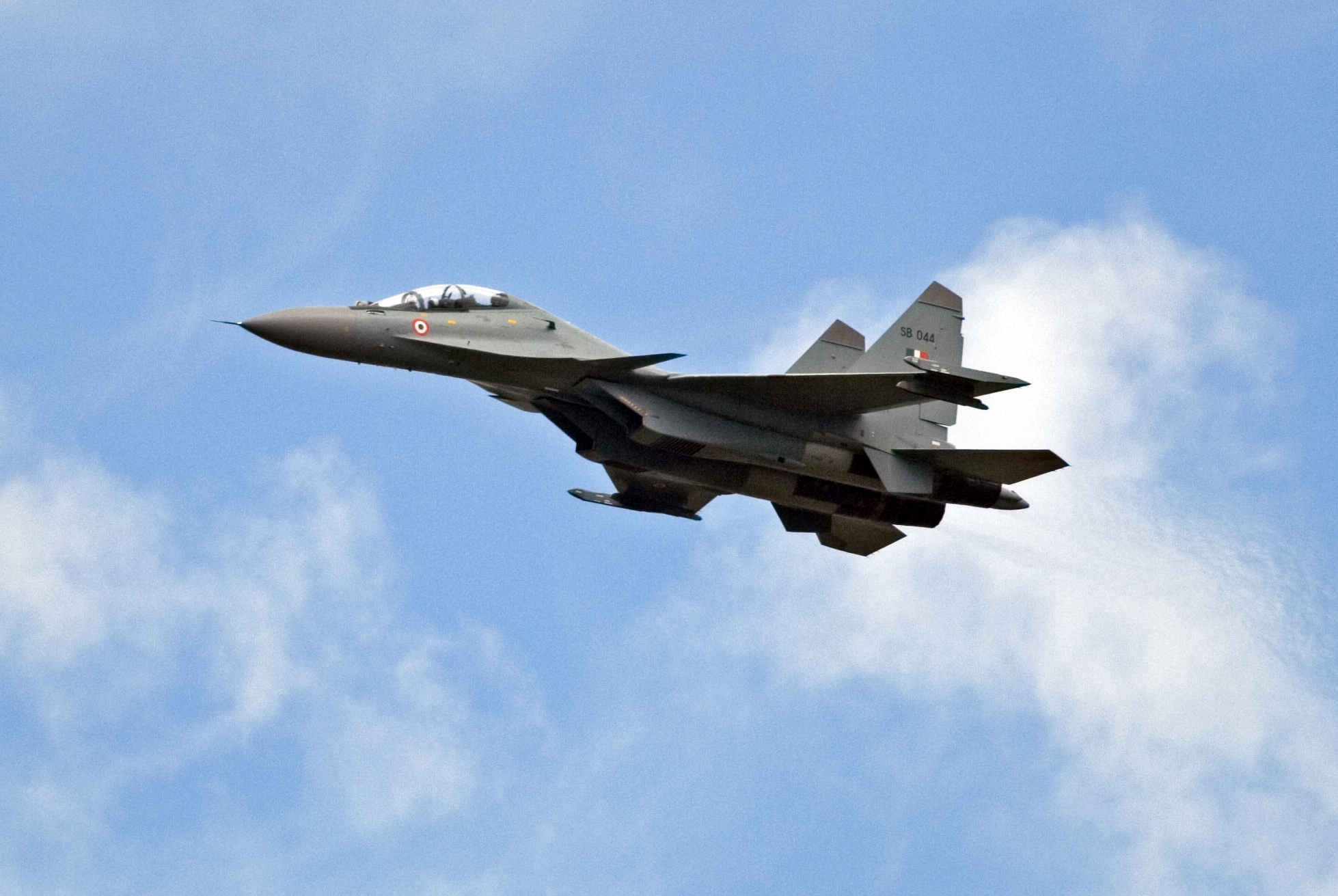
Su-30MKI indien.
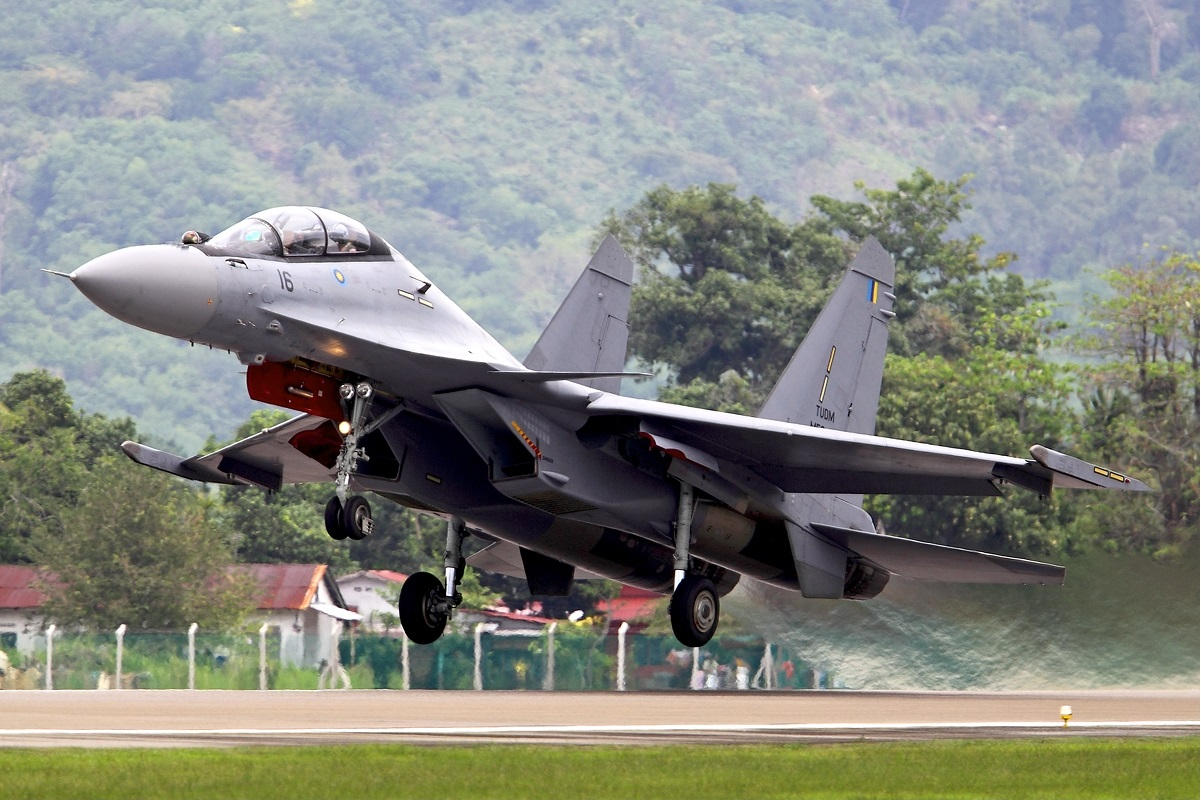
Un Su-30MKM de la Royal Malaysian Air Force décolle de Lima.
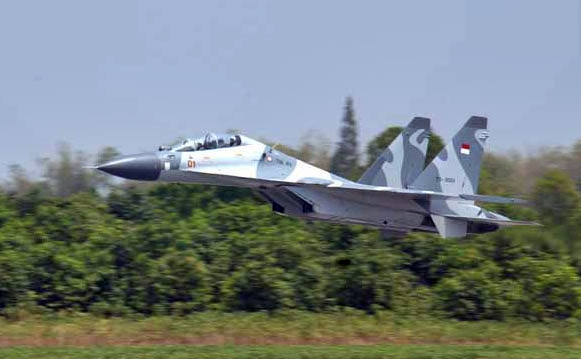
Su-30MK2 indonésien.

### Aéronefs comparables
- F-15E Strike Eagle
- Eurofighter Typhoon
- F/A-18E/F Super Hornet
- Dassault Rafale
- MiG-29UPG Fulcrum, MiG-29K Fulcrum-D

### Ordre de désignation
Su-7 - Su-9/Su-11 - Su-15 - Su-17/Su-20/Su-22 - Su-24 - Su-25 - Su-27 et dérivés - Su-47

### Variantes
- Soukhoï Su-27 (version initiale)
- Soukhoï Su-33 (version embarquée à bord de porte-avions)
- Soukhoï Su-34 (version d'attaque/bombardement)
- Soukhoï Su-35 (version modernisée)
- Soukhoï Su-37 (version à poussée vectorielle)

## Sources
- (ru) Valerii Bagratinov, Avions supersoniques du monde.